# Elvira Sorohan
Elvira Sorohan   (Vaslui, 21 d'agost de 1934 - Iași, 12 d'abril de 2023) fou una historiadora i crític literari romanès.

## Biografia
Elvira Sorohan va ser una de les historiadores de la literatura contemporània més importants de Romania.
Fou professora a la Universitat Alexandru Ioan Cuza de Iaşi. Se li va dedicar un llibre In Honorem, signat per importants crítics i historiadors literaris de Romania.
Durant la seva carrera com a historiadora i crítica literària, Elvira Sorohan va publicar diversos estudis a la revista Convorbiri literare (Converses literàries). La majoria d'aquests estudis es basen en la història de la literatura romanesa. També va escriure sobre poetes contemporanis com ara Sorin Cerin -amb la crònica literària: Un poeta existencialista del segle XXI, Converses literàries, setembre 2015, pàgines 25 a 28- o Ioana Diaconescu -a Converses literàries, gener, 2019- poetes que Sorohan considera part de la història de la literatura romanesa. Elvira Sorohan també fou autora d'articles a l'Observatori Cultural.

## Llibres publicats
- La Il·lustració a Transsilvània (Editorial Universității, Iaşi, 1974)
- Cantemir al llibre dels jeroglífics (Sèrie Confluente, Ed. Minerva, Bucarest, 1978)
- Hipòstasi de revolta a Heliade Rădulescu i Mihai Eminescu (Ed. Minerva, Bucarest, 1982)
- Introducció a les obres de Budai-Deleanu (Ed. Minerva, Bucarest, 1984)
- El llibre de les cròniques (Ed. Junimea, Iași, 1986)
- Miron Costin. Permanències de la mentalitat romanesa (Ed. Junimea, Iași, 1995)
- Introducció a la història de la literatura romanesa (Editorial Universității, Iași, 1998), ISBN 973914992 Error en ISBN: longitud ni 10 ni 13.
- I.D. Sârbu o el sofriment de l'esperit captiu (Ed. Junimea, Iași, 1999)
- Narrador i modelatge humà en el medievalisme romanès (en col·laboració) (Ed. Junimea, Iași, 2000)
- G. Călinescu en autoretrat. Algunes lectures de palimpsest (Editorial Timpul, Iași, 2007)
- Llegendes i històries orientals (Ed. Junimea, Iași, 2013), ISBN 973371710X.
- Saló literari amb prosistes romanesos i estrangers contemporanis (Ed. Junimea, Iași, 2014), ISBN 9733717622.